# Clitellata
Los clitelados (Clitellata) son una clase de vermes anélidos, caracterizados por poseer un clitelo,  un 'collar' que forma una envuelta reproductiva durante parte de su ciclo de vida. Al contrario que los poliquetos, carecen de parápodos y la cabeza está poco desarrollada.

## Clasificación
Se organizan del siguiente modo:
- Clitellata
  - Oligochaeta (P)
  - Hirudinoidea o Hirudinomorpha
    - Branchiobdellae
    - Hirudinea